# Sven-Olof Olsson (konstnär)
Sven-Olow Olsson, född 13 juli 1924 i Högbo församling, Sandviken, död 7 juli 1971 i Gävle Staffans församling, Gävle, var en svensk målard tecknare och grafiker.
Han var son till järnverksarbetaren Wiktor Emanuel Olsson och Kristina Ek och från 1953 gift med Kerstin Barbro Johansson. Olsson studerade vid Statens håndverks- og kunstindustriskole i Oslo 1949-1951 och privata studier för Finn Faaborg samt under studieresor till bland annat Nederländerna, Danmark och Ryssland. Separat debuterade han med en separatutställning i Sandviken 1947 som senare följdes upp med separatutställningar på Galerie Moderne, Galleri Brinken och Modern konst i hemmiljö i Stockholm samt på Hälsinglands museum. Tillsammans med Johnny Mattsson ställde han ut i Skutskär 1949 och han medverkade i Nationalmuseums utställning Unga tecknare ett flertal gånger. Han medverkade i samlingsutställningar med Sveriges allmänna konstförening, Dalarnas konstförening och med Gävleborgsgruppens vandringsutställningar. Bland hans offentliga arbeten märks väggmålningar i Gävle och på Stadshotellet i Sandviken. Han medverkade som illustratör i Arbetarbladet, Gefle Dagblad och Sandvikens tidning. Hans konst består av hamnbilder, gatumotiv och landskapsskildringar utförda i olja, akvarell eller i form av teckningar. Olsson är representerad vid Nationalmuseum, Moderna museet, Gävle museum, Hälsinglands museum, Örebro kommun, Sandvikens kommun och Gustaf VI Adolfs samling.